# C/1686 R1
C/1686 R1 – kometa jednopojawieniowa, nie powróci już najprawdopodobniej w okolice Słońca.

## Odkrycie i orbita komety
Kometę C/1686 R1 odkrył Simon van der Stel 12 sierpnia 1686 roku. Kometa osiągnęła swe peryhelium 16 września tegoż roku i znalazła się w odległości 0,33 au od Słońca. Poruszała się po parabolicznej orbicie o nachyleniu 34,97° względem ekliptyki.